# مارك دير (مقدم برامج إذاعية)
مارك دير (بالإنجليزية: Marc Dwyer)‏ هو مقدم برامج إذاعية أسترالي، ولد في 19 يونيو 1987.

## وصلات خارجية
- مارك دير على موقع IMDb (الإنجليزية)